# Ana Lenard
Pour les articles homonymes, voir Lenard.
Ana Lenard, née le 30 octobre 1990 à Zagreb, est une karatéka croate, sacrée championne d'Europe en kumite moins de 61 kg aux championnats d'Europe de karaté 2014 à Tampere, en Finlande. Battue en finale par la Française Lucie Ignace, elle est vice-championne d'Europe l'année suivante aux championnats d'Europe de karaté 2015 à Istanbul, en Turquie.

## Résultats
| Résultat           | Date      | Épreuve                                     | Catégorie | Compétition                | Ville hôte             |
| ------------------ | --------- | ------------------------------------------- | --------- | -------------------------- | ---------------------- |
| Médaille d'or      | Mai 2014  | Kumite individuel féminin moins de 61 kilos | Seniors   | Championnats d'Europe 2014 | Tampere, en Finlande   |
| Médaille d'argent  | Mars 2015 | Kumite individuel féminin moins de 61 kilos | Seniors   | Championnats d'Europe 2015 | Istanbul, en Turquie   |
| Médaille de bronze | Juin 2015 | Kumite individuel féminin moins de 61 kilos | Seniors   | Jeux européens de 2015     | Bakou, en Azerbaïdjan  |
| Médaille de bronze | Mai 2016  | Kumite individuel féminin moins de 61 kilos | Seniors   | Championnats d'Europe 2016 | Montpellier, en France |
| Médaille de bronze | Mai 2018  | Kumite féminin par équipes                  | Seniors   | Championnats d'Europe 2018 | Novi Sad, en Serbie    |